# Francis De Ridder
Francis De Ridder (Asse, 16 mei 1959) is een Belgisch voormalig professioneel wielrenner. Hij reed twee seizoenen voor het klein Fangio. De Ridder behaalde geen overwinningen.
Hij is de oom van wielrenner Sven Nevens en de zwager van oud-wielrenners Jan Nevens en Noël Segers.

## Resultaten in voornaamste wedstrijden
| Jaar | Gent-Wevelgem | Ronde van Vlaanderen | Parijs-Roubaix | Amstel Gold Race | Luik-Bast.‑Luik |
| ---- | ------------- | -------------------- | -------------- | ---------------- | --------------- |
| 1983 |               | 35e                  | 13e            | 26e              | 57e             |
| 1984 | 38e           |                      |                |                  |                 |